# Colibri circé
Cynanthus latirostris
Pour les articles homonymes, voir Circé (homonymie).
Espèce
Statut de conservation UICN

 LC  : Préoccupation mineure
Statut CITES
Le Colibri circé (Cynanthus latirostris) est une espèce d’oiseaux de la famille des Trochilidae.

## Description
Cette espèce mesure 9 à 10 cm de longueur pour une masse de 3,2 à 4,4 g.

## Alimentation
Cet oiseau consomme le nectar des fleurs des genres Agave, Caesalpinia, Castilleja et Opuntia. Il se nourrit également d'arthropodes : araignées, mouches (diptères), hyménoptères et autres.

## Répartition

Carte de répartition
Zone de nidification
Zone de nidification et d'hivernage

Cette espèce se rencontre principalement au Mexique et dans le sud des États-Unis.

## Habitat
Ses habitats sont les forêts tropicales ou subtropicales humides de basse altitude ou sèches.

## Reproduction
Cet oiseau se reproduit de janvier à mai au Mexique et d'avril à août aux États-Unis. Le mâle attire la femelle avec des chants assez simples. La femelle construit le nid et pond de un a deux œufs blancs allongés. Elle les couve seule pendant 14 à 23 jours.

## Sous-espèces
Selon la classification de référence du Congrès ornithologique international (14.2. 2024) :
- Cynanthus latirostris magicus (Mulsant & J. Verreaux) 1872 ;
- Cynanthus latirostris propinquus R.T. Moore 1939 ;
- Cynanthus latirostris latirostris Swainson 1827.

La sous-espèce C. l. doubledayi est aujourd'hui considérée comme une espèce à part entière, le Colibri de Doubleday, suivant ainsi des études génétiques.

### Sources
- del Hoyo J., Elliott A. & Sargatal J. (1999) Handbook of the Birds of the World, Volume 5, Barn-owls to Hummingbirds. BirdLife International, Lynx Edicions, Barcelona, 759 p.

- (fr) Oiseaux.net : Cynanthus latirostris (+ répartition)
- (en) Congrès ornithologique international : Cynanthus latirostris dans l'ordre Apodiformes (consulté le 18 mai 2015)
- (fr + en)  Avibase : Cynanthus latirostris (+ répartition) (consulté le 1er juillet 2015)
- (en) CITES : Cynanthus latirostris Swainson, 1827  (+ répartition sur Species+) (consulté le 1er juillet 2015)
- (fr) CITES : taxon  Cynanthus latirostris (sur le site du ministère français de l'Écologie) (consulté le 1er juillet 2015)
- (en) UICN : espèce Cynanthus latirostris Swainson, 1827 (consulté le 1er juillet 2015), placée sur la liste rouge de l'UICN des espèces de préoccupation mineure. Vérifié mars 2008.
- (en) Animal Diversity Web : Cynanthus latirostris (consulté le 27 juin 2015)